# 廣島雷霆
廣島雷霆（広島サンダーズ）是位於日本廣島縣廣島市的男子排球隊，前稱為JT雷霆廣島。球隊成立於1931年，擁有者為日本菸草產業。2024/25賽季起，球隊參賽於SV聯賽。

## 球隊介紹
1931年創部，是日本菸草產業株式會社的實業團球隊，1985年專賣制度廢止之前，一直都以日本專賣公社廣島地方專賣局排球隊的名義活動。日籍選手大部分都是JT的社員，外國人選手則是以職業契約的形式簽約。

球隊原名為JT雷霆（日文：JTサンダーズ；英文：JT Thunders），2019年將廣島二字加入球隊名稱，正式更名為JT雷霆廣島（日文：JTサンダーズ広島；英文：JT Thunders Hiroshima）。球隊代表色為和母企業相同的綠色。

JT雷霆廣島在二次大戰前就已經開始活動，是日本排球史上最古老的球隊之一，也是1976年起的日本聯賽的6支元老球隊之一，到目前為止從來沒有落入V聯賽的二級，隊史曾經獲得6次的聯賽亞軍，但直到2014/15年賽季才首度獲得V聯賽冠軍。

## 球隊歷史

### 創設期
廣島縣的排球運動以多田德雄為中心，從1918年（大正8年）左右開始普及。1924年（大正13年），大藏省廣島地方專賣局皆實工廠完工，排球則成為工廠內的主要休閒活動。工廠內的女性員工較多，於是在1931年（昭和6年），9人制排球女子隊首先成立。

JT雷霆廣島的前身廣島地方專賣局男子排球部是為了當女子排球部的練習對手而成立的，當時也是9人的體制。詳細的成立年份因為二次大戰投在廣島的原子彈而悉數被炸毀而無法確定，但根據JT雷霆廣島公布的資料，男子部也是在1931年創立的。以現有的紀錄來看，球隊首度的出賽是中國地區的一般排球大會。

然而在二戰之前，廣島地區的排球以吳海軍工廠擁有壓倒性的實力，曾經獲得5次的全國冠軍，因此廣島地方專賣局男子排球部不曾在全國大賽中出場，温井政記是唯一在二戰前被選為國家代表隊的選手。

### 原子彈爆發與活動重啟
隨著二戰爆發，排球部暫時停止活動，不確定是否有球隊隊員被徵兵。1945年（昭和20年），原子彈在廣島市被投下，距離爆炸地僅2公里的廣島專賣局燃燒了6天，有7成被燒毀。這次原爆中有40個社員死亡，包含1名排球隊隊員。

二戰結束，1946年（昭和21年），排球隊的活動一點一滴慢慢重新展開。同年秋天參加縣大會，但沒有能突破預賽，再加上經費拮据，球員們甚至必須兼任裁判來賺取外出比賽的費用，球隊幾乎瀕臨解散。

1949年（昭和24年），球隊名稱由廣島地方專賣局改為廣島專賣。1953年（昭和28年），廣島專賣擊敗當時的縣內宿敵帝人三原，首度取得全國大賽的出場資格。1955年（昭和30年），當時隊員只有9個人的廣島專賣在全國大賽一舉打進四強，還擊敗了當時具有冠軍相的日本鋼管，自此打開了名聲。

### 貓田勝敏時期
重啟活動的廣島專賣球隊戰力並沒有得到補強，主要原因之一是昭和30年代（1950年代）起原則終止了大學畢業之後地方局採用的規定。1958年（昭和33年），球隊名稱改為專賣廣島，同年在富山縣的國民體育大會打進八強，這個時期的隊員以同縣的排球強豪崇德高校畢業生為主軸。

1962年（昭和37年），畢業於崇德高校的貓田勝敏入隊，隔年入選日本國家隊。此時日本排協提出勸言，認為他應該去中央的六人制排球隊；1964年東京奧運日本男排總教練的松平康隆也告訴他「留在廣島不行，到中央來。」然而貓田勝敏還是決定要留在故鄉廣島，球隊也利用這個機會轉型為六人制隊伍。之後在各方人士的奔走下，專買廣島成為排球選拔男女聯賽（V聯賽前身）的六支創始隊伍之一。1969年（昭和44年），專用體育館完工，專賣廣島再也不需要在市內到處找練習場地。

之後，專賣廣島進入貓田勝敏及同時期進入日本代表的西本哲雄的時期，這兩名選手不在，球隊戰績也會下滑，例如1971/72賽季，貓田因為骨折缺席，球隊掉入了升降賽。1972年慕尼黑奧運會，貓田以主力舉球的身分和隊友一起拿下了男子排球金牌，但在比賽結束之後他說：「還有一件和奧運一樣重要的事情等著我。」奧運結束後的一個月，貓田代表母隊參加聯賽的升降賽。貓田和西本頻繁被國家隊召集的賽季，專賣廣島的成績都不太理想，除了1972年以外，1976年也掉入了升降賽，但兩次都保級成功。

1979年（昭和54年）在宮崎縣舉行的國民體育大會，廣島縣拿到了冠軍，這是他們首度拿到「日本一」，1981年（昭和56年）的滋賀縣國民體育大會也拿到了冠軍。

1980年（昭和55年），貓田勝敏宣布引退，並專心從事教練工作，在選手挖掘及隊伍強化這兩個部分備受期待，但卻在1983年（昭和58年）因為胃癌而離世，享年39歲。之後的總教練由西本哲雄接手。

### 從日本聯賽到V聯賽
1970年代到1980年代，專賣廣島成為一支防守極佳的隊伍。隨著母企業的民營化，1985年（昭和60年）更名「日本菸草」（日本たばこ），1988年（昭和63年）更名為「JT」。

在日本聯賽時期，專賣廣島不曾取得冠軍，貓田勝敏生前曾經和友人說：「我拿到了世界第一，卻一次都沒有拿到日本第一。」在貓田和西本之後，JT陸續培養出了下村英士、原秀治、栗生澤淳一等日本代表，但依舊沒有能取得聯賽冠軍。

1994年（平成6年），V聯賽開幕，最初有8隊參賽，球隊更名為「JT Thunders」（日文：JTサンダーズ）。同年平野信孝入隊，此後陸續有Evgeni Mitkov、Oleg Shatunov、Pavel Shishkin等俄羅斯（前蘇聯）選手加盟，球隊戰力得到進一步的提升，也有了在黑鷲旗一爭冠軍的實力，但另一方面，1997/98賽季卻創下了隊史最差的第8名成績。

### PARSHINE執教時期
1999年（平成11年），時任部長的山下仁認為繼續執行「純血主義」是沒辦法在聯賽拿到冠軍的，因此說服周遭的人尋覓外籍教練，最終由前蘇聯男排總教練Gennadiy PARSHINE接掌兵符。他是隊史第一個外籍總教練，當時引發了部分OB的反彈。教練團隊同時找了同樣是前蘇聯代表的Oleg ANTROPOV協助，外籍選手則補進了前蘇聯代表Ilya Savelyev。

PARSHINE教練改善了球隊的練習品質，並且很快收到成效。2001年（平成13年），JT拿到了隊史的第一個黑鷲旗冠軍，隨後在2004年也拿到了冠軍。2001年宮城縣國體、2002年高知縣國體二連霸、2004年埼玉縣國體、岡山縣國體也拿下了二連霸。2005年，加藤陽一從義大利歸國加盟。

PARSHINE執教時期，JT先後三度打進了V聯賽冠軍賽，但全部都輸給了Suntory Sunbirds，還是無緣隊史的首座聯賽冠軍。

### 低谷期
PARSHINE在2006年辭任，Oleg ANTROPOV接任總教練工作。2007年獲得秋田縣國體冠軍，但是在賽季開始前，ANTROPOV因為健康問題回國，栗生澤淳一成為代理總教練，臺光章和平野信孝則是選手兼教練。同年，JT在第一屆天皇杯獲得冠軍。

連續2年與準決賽失之交臂的JT，在2008年請來了曾經在堺Blazers執教的Gordon Mayforth擔任總教練。2009年，久保義人加入了教練團，他是首位非JT出身的日籍教練。這個賽季JT拿到了天皇杯亞軍。2010年3月，Gordon Mayforth受邀擔任希臘男排總教練而離開JT；4月，久保義人升任總教練，同年在黑鷲旗獲得亞軍。

2011/12賽季，JT以局數比0.01之差敗給豐田合成，賽季總排名第7，睽違18年再度落入升降賽，對手是JTEKT STINGS。升降賽中，JT取得二連勝，得以繼續留在一級奮鬥。

2012/13賽季，Igor Omrcen加盟，但JT卻在開季慘吞7連敗。11月，久保義人因為身體健康因素暫時休養，短暫回來指揮天皇杯之後又因同樣原因而必須休息，德元幸人暫時代理總教練職位。賽季結束之後，久保義人宣布引退。

這段時間，球隊不但無法打進決賽圈，甚至面臨要保級的窘境。母企業日本菸草產業也因為香菸需求下滑，2004年起關閉廣島工廠，JT活動規模縮小的可能性上升。然而同樣以日本菸草產業為母企業的女排JT Marvelous則強化有成，並在2010/11賽季首度獲得冠軍。時任部長的栗生澤淳一見狀，決定對球隊進行改革。

### VUKOVIC執教時期
2013年，曾經執教過塞爾維亞與蒙特內哥羅、埃及、阿聯、斯洛維尼亞國家隊的Veselin VUKOVIC接任總教練。JT長時間無法闖進決賽圈，因此球隊將重心轉往年輕選手的養成。同一時期，日本男排王牌越川優的加盟更為JT注入了一劑強心針。

2013/14賽季，Igor Omrcen等既有戰力持續在陣中，再加上VUKOVIC對於球隊的改革，JT睽違8年再闖聯賽準決賽，並一路打進了冠軍戰，但依舊沒有能拿到夢寐以求的總冠軍。
2014/15賽季，巴西代表Leandro Vissotto入隊，越川優擔任隊長。JT該年度天皇杯拿下了冠軍，這是2007年以來睽違7年再度登頂。之後在V聯賽打進了冠軍賽，並在冠軍賽直落三擊敗Suntory Sunbirds，拿下了創隊84年來的第一座冠軍。越川優獲得MVP殊榮，Veselin VUKOVIC榮獲最佳教練賞。Leandro Vissotto獲得發球賞、酒井大祐獲得接發球賞和防守賞；最佳六人當中，越川優、町野仁志和深津旭弘都來自JT。

2015/16賽季，一直以來是防守保證的酒井大祐退團並移籍Suntory Sunbirds，整個賽季JT都飽受傷病之苦，接發球成功率更是聯盟墊底，例行賽一度吞下6連敗。但是在同年的黑鷲旗睽違2年闖進決賽並拿下冠軍，這是他們睽違14年之後再度拿到黑鷲旗冠軍，也是首度和同樣母企業的女子隊JT Marvelous共同拿到冠軍。

2016年7月，JT延攬了波蘭代表Bartosz Kurek，但隨後在10月宣布解除合約，改由塞爾維亞好手Drazen Luburic入團。

2018年9月，JT宣布簽下來自中國的亞援劉力賓，該賽季JT獲得天皇杯冠軍，V聯賽則在總決賽敗給Panasonic Panthers，僅獲得亞軍。2019年5月，Veselin VUKOVIC宣布離任、劉力賓退團。

### 2019/20-22賽季
2019年6月，曾經執教卡達青年隊的斯洛維尼亞籍的Tine Sattler接任總教練，亞援則找來曾經效力於VOREAS北海道、Panasonic Panthers的臺灣代表陳建禎。同年9月，球隊名稱從JT雷霆（日文：JTサンダーズ；英文：JT Thunders）更名為JT雷霆廣島（日文：JTサンダーズ広島；英文：JT Thunders Hiroshima）。該賽季JT以21勝6負在V聯賽例行賽排名第3，小野寺太志榮獲攻擊賞、攔網賞和最佳六人。但在決賽輪敗給了Suntory Sunbirds，最終以第4名結束這個賽季。隨後的天皇杯及黑鷲旗都因為Covid-19疫情而沒有舉辦。

2020年4月，Tine Sattler離任。5月，教練原秀治接任總總練。
2020年天皇杯，JT在準決賽敗給JTEKT STINGS，無緣決賽。

2020年12月，JT宣布新井雄大、坂下純也、西村信及平井海成內定。

2020/21賽季，JT例行賽以17勝19敗的成績名列第6，小野寺太志獲得攔網賞以及最佳6人，深津旭弘獲得榮譽賞。隨後的黑鷲旗則因Covid-19疫情而中止。

2021年4月，球團宣布深津旭弘、八子大輔、久原大輝及Rogers海退團。

2021年6月，球團宣布新體制，在2021/22賽季將由原秀治續任總教練、小野寺太志新任隊長。

2021年12月，球團宣布阿部大樹為內定選手。

2021/22賽季持續受到COVID-19疫情影響，部分賽事沒有進行，聯盟則在2022年3月底宣布將以勝率來決定例行賽排名方式，JT在本賽季以15勝19敗、勝率0.44排名第6。
本賽季的天皇杯於準決賽落敗、黑鷲旗則在八強戰落敗。

2022年4月，球團宣布總教練原秀治、球員陳建禎、Thomas Edgar退團。

### Raul Lucio Lozano執教時期
2022年5月27日，球團宣布曾經執教過西班牙男排、波蘭男排、德國男排、伊朗男排及中國男排的阿根廷籍Raul Lucio Lozano將擔任JT雷霆廣島2022/23賽季總教練。

2022年6月6日，球團宣布2022/23賽季新體制，小野寺太志續任隊長、井上慎一朗續任副隊長。

2022年7月4日，球團宣布美國男排主攻手Aaron Russell以及中國男排輔舉江川加盟。

## 歷年戰績[11]
日本排球聯賽現名為V.LEAGUE，2006/07-2017/18賽季名稱為V. PREMIER LEAGUE。1994/95-2005/06為V聯賽（Vリーグ），1967/68-1993/94賽季為日本聯賽（日本リーグ）。

天皇杯・皇后杯於2007年開始。

### JT雷霆廣島時期
| 賽季    | V.LEAGUE | V.LEAGUE | 黑鷲旗 | 黑鷲旗   | 天皇杯・皇后杯 | 天皇杯・皇后杯 |
| ------- | -------- | -------- | ------ | -------- | -------------- | -------------- |
| 2023/24 | 2023/24  | 第4名    | 第72屆 | 8強      | 令和5年度      | 4強            |
| 2022/23 | 2022/23  | 第7名    | 第71屆 | 8強      | 令和4年度      | 4強            |
| 2021/22 | 2021/22  | 第6名    | 第70屆 | 8強      | 令和3年度      | 4強            |
| 2020/21 | 2020/21  | 第6名    | 第69屆 | 沒有舉辦 | 令和2年度      | 4強            |
| 2019/20 | 2019/20  | 第4名    | 第69屆 | 沒有舉辦 | 令和元年       | 沒有舉辦       |

### JT雷霆時期
| 賽季    | V.LEAGUE          | V.LEAGUE          | 黑鷲旗 | 黑鷲旗     | 天皇杯・皇后杯 | 天皇杯・皇后杯 |
| ------- | ----------------- | ----------------- | ------ | ---------- | -------------- | -------------- |
| 2018/19 | 2018/19           | 第3名             | 第68屆 | 第3名      | 平成30年度     | 冠軍           |
| 賽季    | V. PREMIER LEAGUE | V. PREMIER LEAGUE | 黑鷲旗 | 黑鷲旗     | 天皇杯・皇后杯 | 天皇杯・皇后杯 |
| 2017/18 | 2017/18           | 第3名             | 第67屆 | 8強        | 平成29年度     | 8強            |
| 2016/17 | 2016/17           | 第7名             | 第66屆 | 冠軍       | 平成28年度     | 8強            |
| 2015/16 | 2015/16           | 第5名             | 第65屆 | 冠軍       | 平成27年度     | 亞軍           |
| 2014/15 | 2014/15           | 冠軍              | 第64屆 | 8強        | 平成26年度     | 冠軍           |
| 2013/14 | 2013/14           | 亞軍              | 第63屆 | 亞軍       | 平成25年度     | 第二輪敗退     |
| 2012/13 | 2012/13           | 第6名             | 第62屆 | 8強        | 平成24年度     | 8強            |
| 2011/12 | 2011/12           | 第7名             | 第61屆 | 小組賽敗退 | 平成23年度     | 8強            |
| 2010/11 | 2010/11           | 第5名             | 第60屆 | 8強        | 平成22年度     | 亞軍           |
| 2009/10 | 2009/10           | 第6名             | 第59屆 | 亞軍       | 平成21年度     | 亞軍           |
| 2008/09 | 2008/09           | 第5名             | 第58屆 | 8強        | 平成20年度     | 8強            |
| 2007/08 | 2007/08           | 第6名             | 第57屆 | 8強        | 平成19年度     | 冠軍           |
| 2006/07 | 2006/07           | 第5名             | 第56屆 | 第3名      | 無此賽事       | 無此賽事       |
| 賽季    | V聯賽（Vリーグ）  | V聯賽（Vリーグ）  | 黑鷲旗 | 黑鷲旗     | 天皇杯・皇后杯 | 天皇杯・皇后杯 |
| 2005/06 | 第12屆            | 第4名             | 第55屆 | 第一輪敗退 | 無此賽事       | 無此賽事       |
| 2004/05 | 第11屆            | 第3名             | 第54屆 | 8強        | 無此賽事       | 無此賽事       |
| 2003/04 | 第10屆            | 亞軍              | 第53屆 | 冠軍       | 無此賽事       | 無此賽事       |
| 2002/03 | 第9屆             | 亞軍              | 第52屆 | 8強        | 無此賽事       | 無此賽事       |
| 2001/02 | 第8屆             | 第5名             | 第51屆 | 8強        | 無此賽事       | 無此賽事       |
| 2000/01 | 第7屆             | 亞軍              | 第50屆 | 冠軍       | 無此賽事       | 無此賽事       |
| 1999/00 | 第6屆             | 第5名             | 第49屆 | 第3名      | 無此賽事       | 無此賽事       |
| 1998/99 | 第5屆             | 第7名             | 第48屆 | 第二輪敗退 | 無此賽事       | 無此賽事       |
| 1997/98 | 第4屆             | 第8名             | 第47屆 | 8強        | 無此賽事       | 無此賽事       |
| 1996/97 | 第3屆             | 亞軍              | 第46屆 | 8強        | 無此賽事       | 無此賽事       |
| 1995/96 | 第2屆             | 第3名             | 第45屆 | 8強        | 無此賽事       | 無此賽事       |
| 1994/95 | 第1屆             | 第5名             | 第44屆 | 第3名      | 無此賽事       | 無此賽事       |

### JT時期
| 賽季    | 日本聯賽（日本リーグ） | 日本聯賽（日本リーグ） | 黑鷲旗 | 黑鷲旗     |
| ------- | ---------------------- | ---------------------- | ------ | ---------- |
| 1993/94 | 第27屆                 | 第7名                  | 第43屆 | 8強        |
| 1992/93 | 第26屆                 | 第5名                  | 第42屆 | 第一輪敗退 |
| 1991/92 | 第25屆                 | 第6名                  | 第41屆 | 第一輪敗退 |
| 1990/91 | 第24屆                 | 第4名                  | 第40屆 | 8強        |
| 1989/90 | 第23屆                 | 第3名                  | 第39屆 | 亞軍       |

### 日本菸草（日本たばこ）時期
| 賽季    | 日本聯賽（日本リーグ） | 日本聯賽（日本リーグ） | 黑鷲旗 | 黑鷲旗 |
| ------- | ---------------------- | ---------------------- | ------ | ------ |
| 1988/89 | 第22屆                 | 第5名                  | 第38屆 | 8強    |
| 1987/88 | 第21屆                 | 第4名                  | 第37屆 | 8強    |
| 1986/87 | 第20屆                 | 第4名                  | 第36屆 | 第3名  |
| 1985/86 | 第19屆                 | 第4名                  | 第35屆 | 8強    |

### 專賣廣島時期
| 賽季    | 日本聯賽（日本リーグ） | 日本聯賽（日本リーグ） | 黑鷲旗 | 黑鷲旗     |
| ------- | ---------------------- | ---------------------- | ------ | ---------- |
| 1984/85 | 第18屆                 | 第3名                  | 第34屆 | 第3名      |
| 1983/84 | 第17屆                 | 第6名                  | 第33屆 | 8強        |
| 1982/83 | 第16屆                 | 第5名                  | 第32屆 | 8強        |
| 1981/82 | 第15屆                 | 第3名                  | 第31屆 | 第二輪敗退 |
| 1980/81 | 第14屆                 | 第3名                  | 第30屆 | 8強        |
| 1979/80 | 第13屆                 | 第3名                  | 第29屆 | 第3名      |
| 1978/79 | 第12屆                 | 亞軍                   | 第28屆 | 第二輪敗退 |
| 1977/78 | 第11屆                 | 第3名                  | 第27屆 | 亞軍       |
| 1976/77 | 第10屆                 | 第3名                  | 第26屆 | 亞軍       |
| 1975/76 | 第9屆                  | 第6名                  | 第25屆 | 第二輪敗退 |
| 1974/75 | 第8屆                  | 第4名                  | 第24屆 | 4強        |
| 1973/74 | 第7屆                  | 亞軍                   | 第23屆 | 8強        |
| 1972/73 | 第6屆                  | 第4名                  | 第22屆 | 8強        |
| 1971/72 | 第5屆                  | 第5名                  | 第21屆 | 4強        |
| 1970/71 | 第4屆                  | 第4名                  | 第20屆 | 4強        |
| 1969/70 | 第3屆                  | 第3名                  | 第19屆 | 第3名      |
| 1968/69 | 第2屆                  | 第3名                  | 第18屆 | 亞軍       |
| 1967/68 | 第1屆                  | 第4名                  | 第17屆 | 4強        |
| 1966/67 | 無此賽事               | 無此賽事               | 第16屆 | 第3名      |
| 1965/66 | 無此賽事               | 無此賽事               | 第15屆 | 第5名      |
| 1964/65 | 無此賽事               | 無此賽事               | 第14屆 | 沒有出賽   |
| 1963/64 | 無此賽事               | 無此賽事               | 第13屆 | 預選賽敗退 |
| 1962/63 | 無此賽事               | 無此賽事               | 第12屆 | 預選賽敗退 |
| 1961/62 | 無此賽事               | 無此賽事               | 第11屆 | 沒有出賽   |
| 1960/61 | 無此賽事               | 無此賽事               | 第10屆 | 沒有出賽   |
| 1959/60 | 無此賽事               | 無此賽事               | 第9屆  | 沒有出賽   |
| 1958/59 | 無此賽事               | 無此賽事               | 第8屆  | 沒有出賽   |

### 廣島專賣時期
此時的日本沒有排球聯賽，最大的賽事為黑鷲旗。廣島專賣從第1屆（1952年）到第7屆（1958年），只有第6屆（1957年）取得出場權，並在第二輪敗退。

## 球員暨職員名單

### 2024/25賽季職員名單
| 職稱         | 姓名                | 備註     |
| ------------ | ------------------- | -------- |
| 總教練       | Carlos Javier Weber | 新任     |
| 教練         | 坂梨朋彥            |          |
| 教練         | 平馬慶太            |          |
| 部長         | 平野信孝            | 職位變更 |
| 總經理（GM） | 谷口雅美            | 新任     |
| 首席訓練員   | 井上彰英            |          |
| 助理訓練員   | 荒木直也            |          |
| 分析師       | 高橋和也            |          |
| 翻譯         | 龜渕雅史            |          |
| 經理         | 久原大輝            |          |

## 知名球員
| 日本籍（曾入選國家隊） | 非日本籍 |
| --- | --- |
| 村上情次 原秀治 平野信孝 直弘龍治 西本哲雄 栗生澤淳一 尾上健司 筧本翔昂 猫田勝敏 下村英士 山本健之 酒井大祐 加藤陽一 高橋智則 甲斐祐之 安永拓彌 越川優 菅直哉 町野仁志 安井勇誠 BEZERA JUNIOR 塚崎祐平 井上俊輔 深津旭弘 八子大輔 小野寺太志 | 陳建禎 2019-2022 劉力賓 2018-2019 Thomas Edgar 2017-2022 Dražen Luburić 2016-2017 Bartosz Kurek 2016 Leandro Vissotto 2014-2015 Igor Omrcen 2012-2014 Ernardo Gómez 2008-2012 Maxim Panteleymonenko 2007-2008 Gabriel Gardner 2005-2005 Ilya Savelev 2001-2004 Igor Shulepov 1999-2000 |

## 外部連結
- JT官方網站 （页面存档备份，存于） (ja)